# Wilhelm von Trotha
Wilhelm Friedrich Ferdinand von Trotha, Pseudonym: Ferdinand von Haecklingen (* 6. Oktober 1872 in Weimar; † 25. März 1928 in Berlin) war ein deutscher Offizier, Journalist und Schriftsteller.

## Leben
Er entstammte dem alten ursprünglich sächsischen Adelsgeschlecht von Trotha. Sein Vater Thilo Ernst von Trotha (* 13. April 1846 in Mühlhausen; † 23. April 1890 in Mainz) war königlich preußischer Major und Bataillonskommandeur. Er heiratete 1871 in Weimar die Baronin Henriette von Nolde. Wilhelm war das älteste Kind des Paares, er hatte noch einen Bruder und eine Schwester. Der Marineoffizier Thilo von Trotha war sein jüngerer Bruder.
Trotha schlug zunächst die militärische Laufbahn ein. 1900 nahm er als Rittmeister seinen Abschied von der Armee, um in Berlin als Redakteur zu arbeiten. 1903 wurde er Chefredakteur des General-Anzeigers in Oberhausen, 1906 Sekretär der Nationalliberalen Partei in Witten an der Ruhr, 1908 desgleichen in Hagen (Westfalen) und 1911 in Kiel. Literarisch trat er als Erzähler und Publizist in Erscheinung.
Wilhelm von Trotha heiratete am 4. Oktober 1904 in Oberhausen Elfriede Hennen (* 1. August 1872 in Hamm).
Sein Pseudonym Ferdinand von Haecklingen leitet sich von Schloss Hecklingen ab, das sich im Trotha'schen Familienbesitz befunden hat.

## Publikationen
- Eine Hochzeitsreise auf blauen Wogen, Berlin 1903.
- Der Kampf gegen Frankreichs Fremdenlegion. Ein Mahnwort an das deutsche Volk, Berlin 1910.
- Gegen Kirri und Büchse in Deutsch-Südwestafrika (Vaterländische Geschichts- und Unterhaltungs-Bibliothek, Band 26), Breslau 1911.
- Aus dem Leben Kaiser Wilhelms II., Leipzig; Frankfurt am Main 1913.
- Das 2. Garde-Dragoner-Regt 1870/71, Leipzig; Frankfurt am Main 1913.
- Die Feuertaufe der 21er, Berlin 1913.
- Die Festungsartillerie von 1864, Leipzig; Frankfurt am Main 1914.
- Die Festungs-Artillerie 1870/71, Leipzig; Frankfurt am Main 1914.
- Halali! Roman, Dresden; Leipzig 1914.
- Mit den Feldgrauen nach Belgien hinein. Kriegserlebnisse und Schilderungen, Leipzig 1915.
- Unter dem Halbmond im Weltkriege. Nach Aufzeichnungen, Berlin-Tempelhof 1915.
- Ihre Selbstporträt, Leipzig; Frankfurt am Main 1916.
- Ins Herz gesungen! Originalroman (Roman-Perlen, Bd. 248), Berlin 1916.
- Des Meeres und der Liebe Wellen, Leipzig; Frankfurt am Main 1920.
- Frankreichs Fremdenlegion, Berlin 1927.
- Frankreichs Fremdenlegion, Wittenberg 1929.
- Gegen die Witbois (Unter deutscher Flagge, N.F. 14), Berlin 1933.
- Die Königs-Grenadiere (Unter deutscher Flagge, 2. N.F. 6), Berlin 1933.
- Erbschaft des Herzens / Kapitän und Stewardeß. Novelle, Marburg o. J.
- Sport und Spiele an Bord (Miniatur-Bibliothek für Sport und Spiel), Leipzig o. J.